# Orophea enterocarpa
Orophea enterocarpa är en kirimojaväxtart som beskrevs av Alexander Carroll Maingay, Joseph Dalton Hooker och Thomas Thomson. Orophea enterocarpa ingår i släktet Orophea och familjen kirimojaväxter. Inga underarter finns listade i Catalogue of Life.